# Michael Kautz
Bernd-Michael Kautz (* 1948 in Göttingen) ist ein deutscher Autor, Dramaturg und ehemaliger Politiker (SPD).

## Leben und Beruf
Michael Kautz besuchte die Schule bis zur zehnten Klasse. Anschließend absolvierte er die Ausbildung zum Maschinenbauer, welche mit dem Erwerb des Abiturs verknüpft war. Nach seinem Grundwehrdienst studierte er Theaterwissenschaften und war als Dramaturg und Regisseur an verschiedenen Theatern tätig, unter anderem am Friedrich-Wolf-Theater Neustrelitz. In den Achtzigern war er als freiberuflicher Autor und Regisseur tätig. So verfasste er mehrere Hörspiele, die im Rundfunk der DDR gesendet wurden.

## Politik
Nach der Wende ging Kautz in die Politik: In seinem Heimatort Teschendorf wurde er 1990 zum Bürgermeister gewählt, in diesem Amt blieb er bis 1994.
Nach den Kommunalwahlen 1994 wurde Kautz durch den Kreistag zum Landrat des neugebildeten Landkreises Mecklenburg-Strelitz gewählt. Die Wahl stieß im Innenministerium auf Kritik, da Kautz wenig Verwaltungserfahrung aufweisen konnte.
Wenig später kandidierte Kautz bei der Landtagswahl und gewann über die Landesliste der SPD ein Mandat im Landtag, nahm dieses aufgrund seiner Wahl zum Landrat jedoch nicht an.
Neben seinem Amt als Landrat war er einige Jahre lang Präsident des TSG Neustrelitz.
2001 trat Kautz erneut für das Landratsamt an. Bei der Stichwahl am 20. Mai 2001 erhielt er 41,6 Prozent der Stimmen und unterlag damit dem CDU-Kandidaten Elmar Schaubs. Zum 3. November 2001 schied Kautz somit aus seinem Amt aus. Gleichzeitig trat er aus der SPD aus und zog sich aus der Politik zurück.

## Werke (Auswahl)
Als Regisseur:
- 1977: Der Selbstmörder (Aufführung am Friedrich-Wolf-Theater Neustrelitz, Autor: Alexander Walentinowitsch Wampilow)

Als Autor:
- 1982: Links und rechts der Straße (Hörspiel, Rundfunk der DDR, Regie: Achim Scholz)
- 1984: Abschied vom Stern (Hörspiel, Rundfunk der DDR, Regie: Werner Grunow)
- 1986: Gisa (Hörspiel, Rundfunk der DDR, Regie: Werner Grunow)
- 1988: Bären-Salami (Hörspiel, Rundfunk der DDR, Regie: Walter Niklaus)
- 1989: Die Geschichte von der vergessenen Geschichte (Kinderhörspiel, Rundfunk der DDR, Regie: Manfred Täubert)